# Gedächtniskapelle St. Emmeram

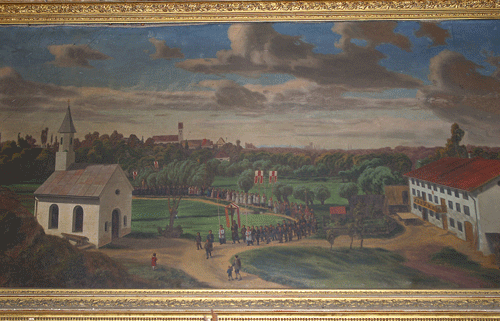
Votivtafel: Dankprozession zur St. Emmeram-Gedächtniskapelle, 1867

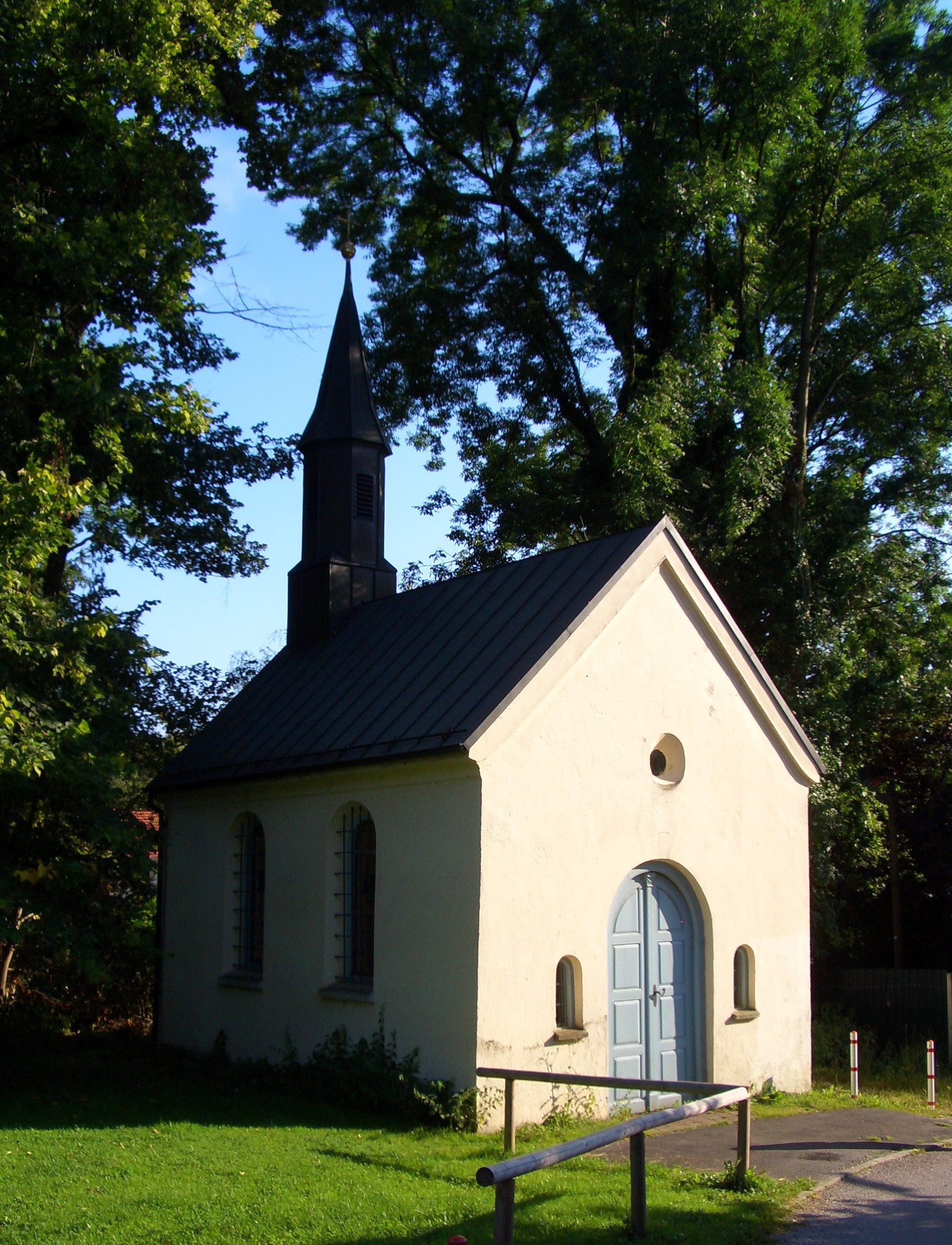
Gedächtniskapelle St. Emmeram

Die Gedächtniskapelle St. Emmeram ist ein denkmalgeschütztes Kirchengebäude im Münchner Stadtbezirk Bogenhausen, das dem heiligen Emmeram von Regensburg geweiht ist und bei der St. Emmeramsmühle im Oberföhringer Ortsteil St. Emmeram liegt.

## Geschichte
Die Gedächtniskapelle wurde 1866 von den Besitzern der St. Emmeramsmühle errichtet und sollte an die 1820 abgerissene etwa 200 Meter weiter flussabwärts gelegene Wallfahrtskapelle St. Emmeram erinnern.
1988 wurde die Kapelle durch einen umstürzenden Baum stark beschädigt. Daraufhin wurde die Kapelle grundlegend renoviert und am 22. September 1991, dem Gedenktag des heiligen Emmeram, mit einem Festgottesdienst wiedereröffnet.

## Beschreibung
Die Kapelle besteht aus einem einschiffigen Langhaus, an dessen Südostende eine Apsis angebaut und ein Dachreiter aufgesetzt sind. Die zwei Fenster auf jeder Längsseite haben noch ihre originale bunte Verglasung.
Auf dem Hauptaltar steht eine Statue des heiligen Emmeram, rechts und links von ihm Barockengel.
In der Kapelle hängen auch zwei Bilder aus der Legende des heiligen Emmeram, die aus der Zeit um 1650 stammen und die letzten Reste eines Zyklus von ursprünglich 16 Bildern sind.